# إدموند بورن (عالم نفس)
إدموند بورن (بالإنجليزية: Edmund Bourne)‏ هو عالم نفس أمريكي، ولد في 1950.

## وصلات خارجية
- الموقع الرسمي